# سلامت مادران

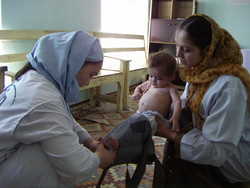
سلامت مادران

سلامت مادر، مربوط به سلامت در دوران بارداری، زایمان و دوره پس از زایمان می‌شود که شامل مراقبت‌های بهداشتی، برنامه‌ریزی خانواده، مراقبت‌های پیش و حین بارداری و مراقبت‌های پس از زایمان است تا اطمینان حاصل شود که در اکثر مادران تجربه ای مثبت رقم بخورد و در بقیه، حتی الامکان مرگ و میر و عوارض را کاهش دهد.
صندوق جمعیت سازمان ملل متحد (UNFPA) تخمین زده‌است که ۲۸۹٬۰۰۰ زن در سال ۲۰۱۳ از عوارض مربوط به بارداری یا زایمان فوت کرده‌اند. این علل، طیفی از خونریزی شدید تا زایمان سخت را شامل می‌شود که همه آنها نیاز به مداخلات جدی دارند. از وقتی زنان به برنامه‌های تنظیم خانواده و تکنسین‌های زایمان ماهر و مراقبت‌های اورژانسی مامایی دسترسی پیدا کرده‌اند، نسبت مرگ و میر مادران جهان از ۳۸۰ مرگ و میر مادر در هر ۱۰۰٬۰۰۰ تولد زنده در ۱۹۹۰ به ۲۱۰ در هر ۱۰۰٬۰۰۰ تولد زنده در سال ۲۰۱۳ رسیده‌است. این پیگیری‌ها باعث شده که در بسیاری از کشورها نرخ مرگ و میر مادر نصف شود.
با وجود اینکه میزان مرگ و میر مادر در سطح جهان کاهش یافته‌است، پیشرفت بیشتری در این زمینه باید اتفاق بیفتد. هنوز در برخی نقاط جهان به ویژه در جوامع فقیرنشین که بیش از ۸۵٪ آنها در آفریقا و جنوب آسیا زندگی می‌کنند آمار بالایی گزارش می‌شود. نتیجهٔ مرگ یک مادر پدید آمدن خانواده‌های آسیب‌پذیر است، و نوزادان آن‌ها، اگر زنده بمانند، اغلب قبل از رسیدن به روز دوم تولد، می‌میرند.
نکته قابل توجه اینست که چه مرگ و میر و چه عوارض شدید ناشی از بارداری و زایمان، تا حد بالایی قابل پیشگیری است.
در سال ۲۰۱۰، کمیسیون مشترک ایالات متحده برای اعتباربخشی سازمان‌های بهداشتی، مرگ و میر مادران را " رویداد نگهبان " توصیف کرد و از آن برای ارزیابی کیفیت سیستم مراقبت‌های بهداشتی استفاده کرد. 
چهار عنصر برای جلوگیری از مرگ مادران ضروری است:
- اول، مراقبت‌های دوران بارداری. توصیه می‌شود که مادران باردار حداقل ۴ معاینه حین زایمان برای بررسی و نظارت بر سلامت مادر و جنین داشته باشند.
- دوم، حضور تکنسین ماهر با پشتیبانی اورژانسی مانند پزشکان، پرستاران و ماماها که مهارت مدیریت زایمان طبیعی را دارند و می‌توانند بروز مشکل را تشخیص دهند.
- سوم، مراقبت‌های اورژانس بارداری برای رفع علل عمده مرگ مادران که خونریزی، سپسیس (عفونت)، سقط غیرایمن، اختلالات پرفشاری خون و سخت‌زایی است.
- در نهایت، مراقبت پس از زایمان که تا شش هفته پس از زایمان است. در طول این زمان هم خونریزی، سپسیس و اختلالات پرفشاری خون می‌تواند اتفاق بیفتد و نوزادان بلافاصله پس از تولد بسیار آسیب‌پذیر هستند؛ بنابراین، معاینات پیگیری ارزیابی سلامت مادر و کودک در دوره پس از زایمان توسط پرسنل بهداشتی به شدت توصیه می‌شود.[۳]

## عوامل مؤثر بر سلامت مادران

### فقر و میزان دسترسی به مراقبت‌های سلامت
وضعیت اجتماعی و اقتصادی، هنجارها و ارزش های فرهنگی و موقعیت جغرافیایی مرگ و میر مادران را تحت تاثیر قرار می‌دهد. خطر مرگ مادران (در دوران بارداری یا زایمان) در کشورهای جنوب صحرای آفریقا ۱۷۵ برابر بیشتر از کشورهای توسعه یافته است و خطر ابتلا به عوارض بارداری و پیامدهای منفی پس از تولد حتی بالاتر است. فقر، سلامت مادران و پیامدهای آن بر کودک با هم در ارتباطند. 
زنانی که در مناطق فقیرنشین زندگی می‌کنند به احتمال زیاد چاق هستند و رفتارهای ناسالمی مانند سیگار کشیدن و مصرف مواد مخدر در بین آن‌ها رایج است. همچنین اغلب به مراقبت های قبل از زایمان دسترسی ندارند در نتیجه هم مادر و هم کودک قویاً در معرض آسیب قرار می‌گیرند. مطالعه‌ای در کنیا نشان داد که مشکلات رایج در سلامت مادران در مناطق فقیرنشین شامل خونریزی، کم خونی، فشار خون بالا، مالاریا، دکولمان جفت، زایمان زودرس، سخت‌زایی و پره‌اکلامپسی است. 
به طور کلی مراقبت‌های قبل از زایمان شامل مراقبت‌های پزشکی و خدمات آموزشی، اجتماعی و تغذیه‌ای و دندانپزشکی در دوران بارداری است، اگرچه به دلایل گوناگون برخی از زنان ترجیح می‌دهند خودشان را درگیر این اقدامات نکنند. در یک مطالعه ملی ایالات متحده، ۷۱ درصد از زنان کم درآمدی که دغدغه‌ی سلامت داشتند، در دسترسی به مراقبت‌های قبل از زایمان با سختی مواجه بودند. 
علاوه بر این، مهاجران و زنان اسپانیایی در معرض خطر بیشتری نسبت به زنان سفید پوست یا سیاه پوست هستند، سطح تحصیلات نیز یک شاخص است (از آنجا که تحصیلات و نژاد همبستگی دارند). نوجوانان به احتمال زیاد ضعیف‌ترین گروه در دریافت مراقبت‌های قبل از زایمان هستند. در طول مطالعات متعدد، زنان و نوجوانان، منابع مالی نامناسب و کمبود حمل و نقل را به عنوان موانع شایع برای دریافت مراقبت‌های قبل از زایمان مناسب معرفی کرده‌اند. 

### ایدز
آمار اچ آی وی در سراسر جهان، از ۱ تا ۴۰ درصد متغیر است، کشورهای آفریقایی و آسیایی دارای بالاترین میزان هستند. عفونت HIV مادر پیامدهای بهداشتی برای کودک دارد، به ویژه در کشورهایی که فقر شدید و سطح تحصیلات پایین است. جدی‌ترین نگرانی برای زنان حامله‌ی مبتلا به اچ آی وی، خطر ابتلا به سل و مالاریا در کشورهای در حال توسعه است. 

### وزن
در دوران بارداری، زنان با وزن متوسط قبل از بارداری (BMI ۱۸/۵- ۲۴/۹) باید در طول بارداری بین ۲۵-۳۵ پوند افزایش پیدا کنند. افزایش موارد فشار خون بالا، دیابت، عوارض تنفسی و عفونت‌ها در موارد چاقی مادران شایع است و می تواند اثرات مضر بر حاملگی داشته باشد.

## تاثیر بر سلامت و رشد و نمو کودکان

### سلامت پره‌ناتال (پیش از تولد)
مراقبت‌های دوران بارداری بخش مهمی از مراقبت‌های بهداشتی اولیه مادران است. توصیه می‌شود مادران باردار حداقل چهار مرتبه معاینه قبل از زایمان داشته باشند که در آن یک پرسنل بهداشتی می‌تواند نشانه‌های بیماری‌هایی مانند کمبود وزن، کم خونی یا عفونت را بررسی و سلامت جنین را کنترل کند. در طول این معاینات، زنان برای تغذیه و بهداشت خود قبل و بعد از زایمان مشاوره می‌گیرند.
فقر، سوء تغذیه و سوء مصرف مواد ممکن است به مشکلات شناختی، حرکتی و رفتاری در دوران کودکی منجر شود. به عبارت دیگر، اگر مادر در دوران پیش از زایمان (زمانی که باردار است) در معرض تراتوژن‌ها قرار داشته باشد، کودک احتمال بیشتری دارد که مشکلات بهداشتی یا نقص رشد یا مرگ داشته باشد. محیطی که مادر برای جنین فراهم می‌کند، در سلامتی کودک پس از حاملگی و تولد بسیار مهم است.

### سلامت پُست‌پارتوم (پس از زایمان)
در سراسر جهان سالانه بیش از ۸ میلیون نفر از ۱۳۶ میلیون زن از خونریزی بیش از حد پس از زایمان رنج می‌برند. این وضعیت پزشکی به عنوان خونریزی پس از زایمان (PPH: postpartum haemorage) نامیده می‌شود که یکی از هر چهار مرگ و میر مادران است که سالانه رخ می‌دهد و سهم بیشتری از مرگ و میر مادران را نسبت به سایر علل باعث می‌شود.